# Františka z Hohenlohe-Waldenburg-Schillingsfürstu
Františka z Hohenlohe-Waldenburg-Schillingsfürstu, zvaná Fanny (21. června 1897, Teplice – 12. července 1989, Salcburk) byla sňatkem rakouská arcivévodkyně, švagrová posledního rakouského císaře Karla I.

## Život
Jejími rodiči byli princ Konrad Hohenlohe-Waldenburg-Schillingsfürst a hraběnka Františka z Schönborn-Buchheimu. Měla čtyři starší sourozence. Její otec pracoval jako nejvyšší hofmistr u císaře Karla I.
Roku 1917 se v Laxenburgu provdala za arcivévodu Maxmiliána, mladšího bratra císaře. Po roce 1918 žili krátce ve Švýcarsku a posléze se přestěhovali do Bavorska. V Mnichově otevřela módní salon a žila zde pod jménem „hraběnka Wernbergová“. Stáří prožila v Anifu u Salcburku. Pohřbena byla v rakouském Salcburku.

## Potomci
S Maxmiliánem měla dva syny, kteří žili pod jménem „Kyburg“.
- Ferdinand z Kyburgu (6. prosince 1918 – 6. srpna 2004), ⚭ 1956 hraběnka Helena z Törring-Jettenbachu (* 20. května 1937)
- Jindřich z Kyburgu (7. ledna 1925 – 20. března 2014), ⚭ 1961 hraběnka Ludmilla z Galenu (* 20. června 1939)